# Добрели
Добрели (серб. Добрељи / Dobrelji) — село в общине Гацко Республики Сербской Боснии и Герцеговины. Население составляет 281 человек по переписи 2013 года.

## История
Первое упоминание села Добрели восходит к ноябрю 1506 года, когда Франциск Вукавич из Бргата и Радич Радонич из Добрели около Гачка заняли у кредитора Антионие Радича (Бизича) 15 дукатов под поручительство мясника Радича Жаневича из Дубровника.

## Достопримечательности
Есть Церковь Святого Николая, возведённая в 1884—1889 годах и освящённая в 2001 году.